# Черноморец, Владимир Данилович
Владимир Данилович Черноморец (1924, Караказелевка — 30.11.1943, Гомельская область) — советский военнослужащий, участник Великой Отечественной войны, Герой Советского Союза, разведчик 32-го гвардейского стрелкового полка, гвардии красноармеец.

## Биография
Родился в 1924 году в селе Караказелевка ныне Новоукраинского района Кировоградской области. Украинец. Образование неполное среднее. Работал в колхозе. В 1940 году поступил в школу фабрично-заводского ученичества в городе Харьков. При приближении фронта был эвакуирован в город Куйбышев.
В 1942 году призван в ряды Красной Армии. В составе маршевой роты в июне 1943 года прибыл в действующую армию и был зачислен стрелком 7-й роты 32-го гвардейского стрелкового полка 12-й гвардейской стрелковой дивизии 61-й армии Брянского фронта. Первое боевое крещение получил 5 июля 1943 года в районе посёлка Выгоновский Болховского района Орловской области. В этом бою он уничтожил пятерых противников, из них троих в рукопашной схватке. В дальнейшем участвовал в разгроме болховской группировки противника в ходе Орловской операции.
В сентябре 1943 года после пополнения в резерве 61-я армия была включена в состав Центрального фронта и участвовала в Черниговско-Припятской операции, в которой вела наступательные бои севернее Чернигова и 26 сентября 1943 года вышла к Днепру в районе посёлка Любеч. Из состава 32-го гвардейского стрелкового полка была сформирована штурмовая группа численностью 67 человек под командованием гвардии капитана А. М. Денисова. В составе группы был и разведчик гвардии красноармеец Черноморец.
В ночь на 29 сентября передовой отряд скрытно переправился на остров посередине реки и, уничтожив в рукопашной схватке около 30 противников, захватил его. Штурм был настолько стремительным, что противники не успели убрать мостик от острова на правый берег. Воспользовавшись им, группа быстро перебралась на противоположную сторону и атаковала врага. В результате рукопашной схватки противник был выбит из первой траншеи, понеся большие потери. В этом бою гвардии красноармеец Черноморец прикладом и гранатами лично уничтожил свыше 35 противников. Противник предпринял четыре массированные контратаки, но десантники успешно их отбили и удержали плацдарм до подхода подкрепления.
В конце октября 1943 года 12-ю гвардейскую стрелковую дивизию перебросили на север по Днепру на Радульский плацдарм, откуда она вела наступление на мозырьском направлении. В одном из боёв 30 ноября 1943 года В. Д. Черноморец погиб.
Похоронен в братской могиле в районе села Автюцевичи Калинковичского района Гомельской области.
Указом Президиума Верховного Совета СССР «О присвоении звания Героя Советского Союза генералам, офицерскому, сержантскому и рядовому составу Красной Армии» от 15 января 1944 года за «образцовое выполнение боевых заданий командования по форсированию реки Днепр и проявленные при этом мужество и героизм» гвардии красноармеец Черноморец Владимир Данилович удостоен звания Героя Советского Союза.
Награждён орденом Ленина, медалью «За отвагу».
Мемориальная доска установлена в селе Григоровка Новоукраинского района.